# Bulletin Mensuel de la Société Linnéenne de Lyon
Bulletin Mensuel de la Société Linnéenne de Lyon (abreviado Bull. Mens. Soc. Linn. Lyon) es una revista científica con ilustraciones y descripciones botánicas que es publicada en Lyon desde 1932 hasta ahora. También llamada Bulletin Mensuel de la Société Linnéenne et des Sociétés Botanique de Lyon, d'Anthropologie et de Biologie de Lyon réunies. Fue precedida por Bull. Bi-Mens. Soc. Linn. Lyon.